# Меркантур
Мерканту́р (фр. Mercantour) — национальный парк во Франции, в департаментах Приморские Альпы и Альпы Верхнего Прованса

## Общие сведения
Площадь национального парка — 685 км². Расположен в массиве Меркантур в Приморских Альпах, включает в себя долины семи рек:
- Ройя
- Бевера
- Везюби
- Тине
- верхнее течение реки Вар и его притока Сьян[англ.].
- Вердон
- Юбей

Создан в 1979 году, ежегодно его посещают около 800 тысяч человек. В состав парка входит также Долина чудес, где было обнаружено более 40000 доисторических петроглифов.

## Флора и фауна

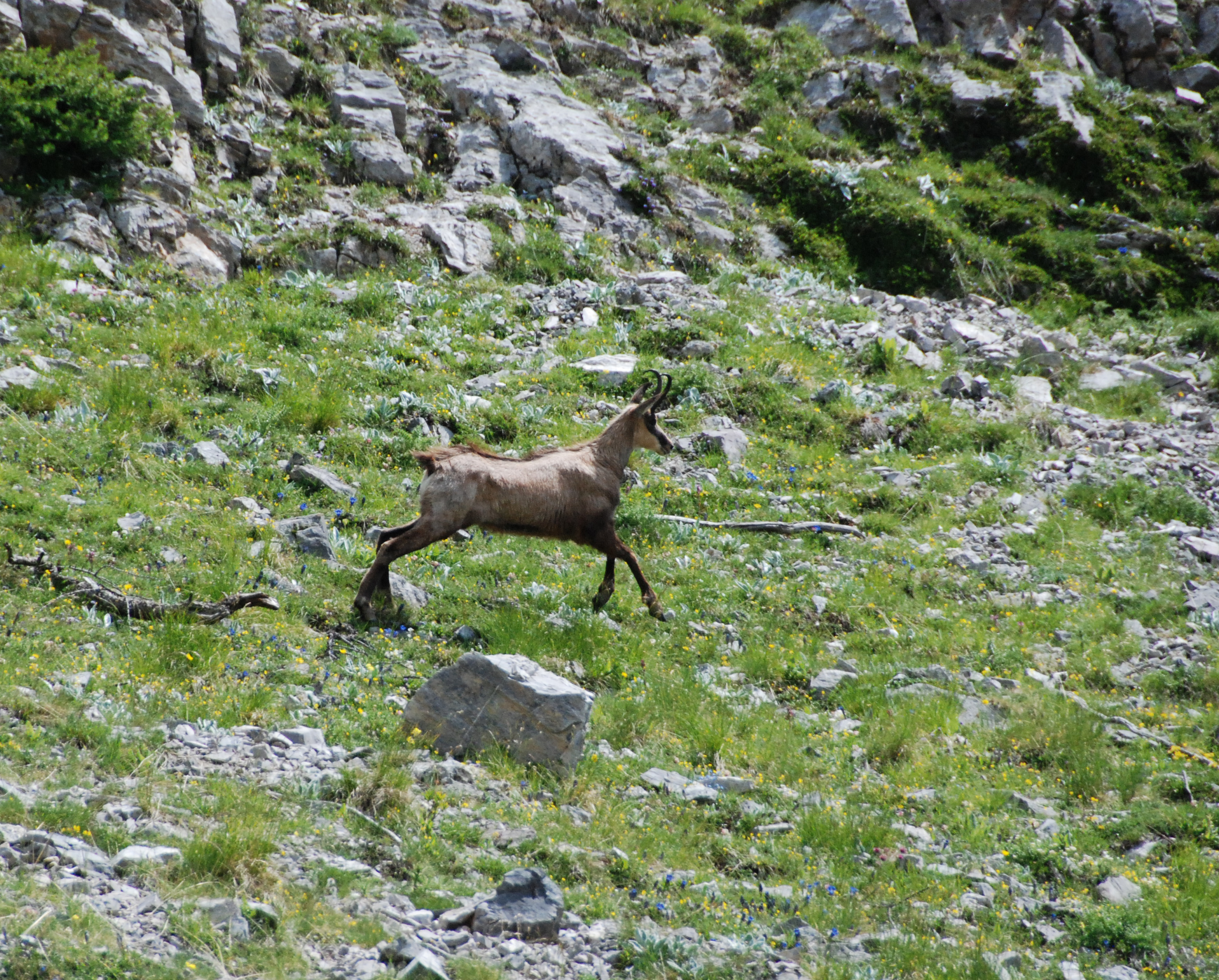
Серна в парке Меркантур

Основные породы деревьев парка — пихта, ель, лиственница, европейский кедр, дуб каменный, олива, рододендрон. Здесь произрастает более 2000 видов растений, среди которых редкие, такие как эдельвейс, лилия кудреватая, камнеломка, молодило, горечавка.
На склонах ущелий парка обитает несколько тысяч серн, хорошо приспособленных к крутым склонам речных ущелий. Также встречаются горные козлы, муфлоны, сурки и более редкие горностаи. В подлеске ниже горных склонов живут зайцы, кабаны, олени, косули, разнообразные птицы и даже около 50 волков.